# Josef Brunauer (Politiker, 1898)
Josef Brunauer (* 7. Mai 1898 in Kuchl, Salzburg; † 12. März 1967 in Salzburg) war ein österreichischer Politiker der Sozialistischen Partei Österreichs (SPÖ).

## Ausbildung und Beruf
Nach dem Besuch von acht Klassen Volksschule trat er 1912 in den Postdienst ein und wurde Postbeamter.

## Politische Funktionen
- 1945: Landesgruppenobmann der Gewerkschaft der Post- und Telegraphenbediensteten Salzburg

Er war auch Vorsitzender der Personalvertretung beim Post- und Telegrapheninspektorat Salzburg.

## Politische Mandate
- 8. Juni 1953 bis 31. Mai 1957: Mitglied des Bundesrates (VII. und VIII. Gesetzgebungsperiode), SPÖ

## Sonstiges
Sein Sohn war Josef Brunauer junior, ein Salzburger Politiker. Josef Brunauer war von 1934 bis 1936 in Polizeihaft.